# Operación Triunfo
Operación Triunfo ist ein von John de Mol entwickeltes spanisches Fernsehformat.
Es wurde im Jahr 2001 vom spanischen Fernsehsender TVE1 – als erstes weltweit – als eine Mischung aus Castingshow und Big Brother gestartet. Zunächst mit dem Ziel, den spanischen Vertreter für den Eurovision Song Contest 2002 zu ermitteln, entwickelte sich die Sendung sehr rasch zu einem Erfolg. In den darauffolgenden Jahren folgten weitere Staffeln, die jedoch nicht mehr komplett an den Erfolg der ersten Staffel anknüpfen konnten.

## Staffel 2001/02
Die erste Staffel startete am 29. Oktober 2001. Am 11. Februar 2002 stand die Siegerin fest: Rosa. Eine Woche später standen alle Kandidaten noch einmal gemeinsam in einer speziellen Gala aus dem Eurodisney Paris auf der Bühne. In den anschließenden drei Wochen konnte das spanische Publikum per Telefonentscheid zwischen den drei Finalisten Rosa, David Bisbal und David Bustamante sowie jeweils drei Songs je Kandidat den spanischen Teilnehmer für den Eurovision Song Contest ermitteln. Auch hier siegte Rosa mit dem Titel „Europe’s living a celebration“. Beim Eurovision Song Contest 2002 standen ihr David Bisbal und David Bustamante als Background-Sänger zur Seite.

### Die Kandidaten der Staffel 2001/02
In der Reihenfolge ihrer Platzierung:
1. Rosa López
2. David Bisbal
3. David Bustamante
4. Chenoa
5. Manu Tenorio
6. Verónica Romero
7. Nuria Fergó
8. Gisela
9. Naím Thomas
10. Alejandro Parreño
11. Juan Camus
12. Natalia
13. Àlex Casademunt
14. Javián
15. Mireia
16. Geno Machado

## Staffel 2002/03
Nach dem Erfolg der ersten Staffel startete noch im selben Jahr – am 14. Oktober 2002 – die zweite Staffel. Am 24. Februar 2003 wurde Ainhoa zur Siegerin gewählt. Im Gegensatz zur ersten Staffel, wo die Siegerin auch gleichzeitig die Song-Contest-Teilnehmerin war, wählte das spanische Publikum diesmal die drittplatzierte Beth mit dem Titel „Dime“ zum Eurovision Song Contest.

### Die Kandidaten der Staffel 2002/03
In der Reihenfolge ihrer Platzierung:
1. Ainhoa
2. Manuel Carrasco
3. Beth
4. Miguel Nández
5. Hugo
6. Joan Tena
7. Tony Santos
8. Nika
9. Vega
10. Danni Úbeda
11. Elena Gadel
12. Tessa
13. Marey
14. Cristie
15. Enrique Anaut
16. Miguel Ángel Silva
17. Mai Meneses

## Staffel 2003/04
Die dritte Staffel, Ende 2003, konnte endgültig nicht mehr mit dem Erfolg der ersten beiden Staffeln mithalten. Sieger wurde Vicente, Spaniens Vertreter beim Eurovision Song Contest, der Zweitplatzierte Ramón.

### Die Kandidaten der Staffel 2003/04
In der Reihenfolge ihrer Platzierung:
1. Vicente
2. Ramón del Castillo
3. Miguel
4. Davinia
5. Mario
6. Leticia
7. Noelia
8. Beatriz
9. Nuria
10. Borja
11. Israel
12. Jorge
13. Sonia
14. Miriam
15. José
16. Federico
17. Isabel

## Staffel 2005
Nach dem Misserfolg der dritten Staffel setzte Operación Triunfo ein Jahr aus. Am 7. Juli 2005 startete schließlich die vierte Staffel, die im Gegensatz zu den vorhergehenden Staffeln vom Privatsender Telecinco ausgestrahlt wurde. In der Finalgala am 13. Oktober 2005 wurde Sergio Rivera zum Sieger gekürt. Entgegen den vorherigen drei Staffeln stellen die Operación-Triunfo-Kandidaten dieses Mal jedoch nicht den Eurovision-Song-Contest-Teilnehmer.

### Die Kandidaten der Staffel 2005
1. Dani Sanz
2. Edurne
3. Fran Dieli
4. Guille Barea
5. Guillermo Martín
6. Héctor
7. Idaira
8. Janina
9. Jesús
10. Lidia Reyes
11. Migue
12. Mónica
13. Sandra
14. Sergio Rivero
15. Soraya Arnelas
16. Trizia
17. Víctor

## Staffel 2006
Telecinco startete die fünfte Staffel am 8. Oktober 2006. Es wurden 16 Galas bis zum Finale am 27. Januar 2007 ausgestrahlt.

### Die Kandidaten der Staffel 2006 / 07
In der Reihenfolge ihrer Platzierung:
1. Lorena
2. Daniel
3. Leo
4. Saray
5. Moritz
6. José Galisteo
7. Ismael
8. Jorge
9. Eva
10. Vanessa
11. Mayte
12. Mercedes
13. Cristina
14. José Antonio
15. Xavier
16. Encarna

## Staffel 2017
Wurde vom 23. Oktober 2017 bis 5. Februar 2018 auf La 1 ausgestrahlt und von Roberto Leal präsentiert. Es war die erste Staffel von RTVE, die in den ersten drei Staffeln seit dreizehn Jahren ausgestrahlt wurde. Die Staffeln 4–8 der Operación Triunfo wurden auf Telecinco ausgestrahlt, die die Serie 2011 aufgrund sinkender Ratings abbrach. RTVE genehmigte die Wiederbelebung der Serie mit einem Budget von 10,2 Millionen Euro. Die neunte Serie wurde in Spanien zu einem Medienerfolg, der mit dem Erfolg der ursprünglichen Serie der Operación Triunfo vor 16 Jahren verglichen wurde.

### Die Kandidaten der Staffel 2017
In der Reihenfolge ihrer Platzierung:
1. Amaia Romero
2. Aitana
3. Miriam Rodríguez
4. Alfred García
5. Ana Guerra
6. Agoney
7. Roi Méndez
8. Nerea Rodríguez
9. Luis Cepeda
10. Raoul Vázquez
11. Mireya Bravo
12. Ricky Merino
13. Marina Rodríguez
14. Thalía Garrido
15. Juan Antonio Cortés
16. Mimi Doblas/Lola Índigo